# Боевой цеп

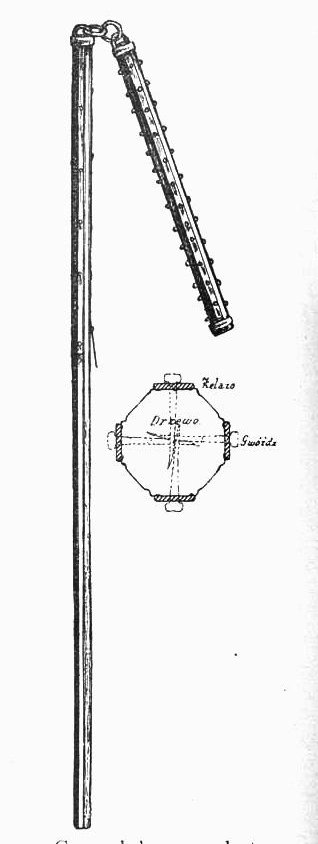
Польский дубовый боевой цеп с усиленной металлом боевой частью

Боевой цеп, молотило, боевой бич (устар.) — контактное холодное оружие ударного и ударно-дробящего действия, состоящее из двух (реже — трёх) гибко сочленённых твёрдых палок. 
Большинство разновидностей этого оружия происходит от сельскохозяйственного цепа. Сегменты цепа — рукоять (цеповище, держало) и ударный груз (било) — обычно были деревянными и соединялись с помощью короткого подвеса — верёвки или малозвенной цепи.

## Европа

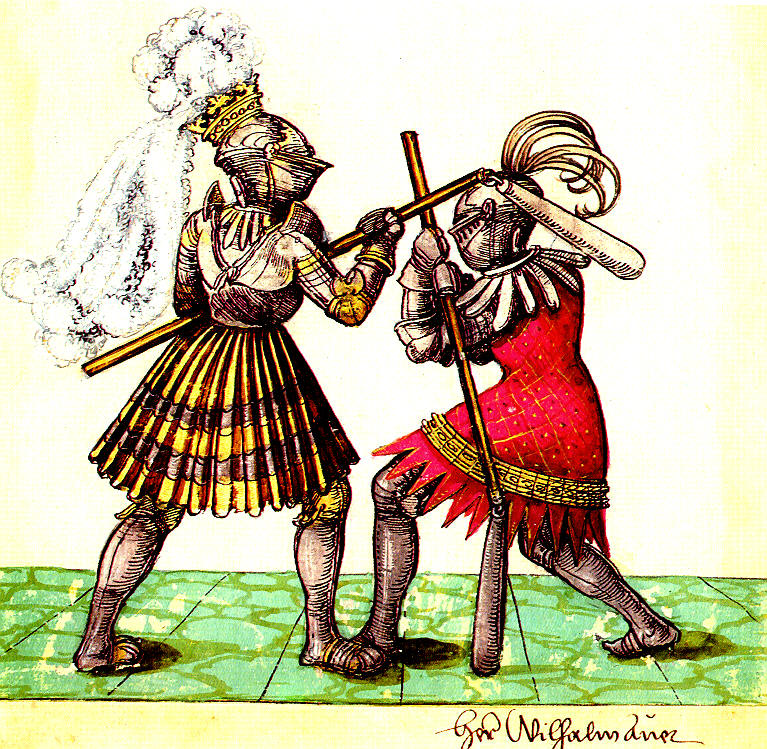
Поединок на цепах. Гравюра из турнирной книги императора Максимилиана I «Фрейдаль» (1512)

В Европе двуручные боевые цепы использовались средневековой пехотой. Чаще всего это было оружие простого ополчения. Например, известно о широком использовании боевых цепов — кропачей — чешскими гуситами в ходе Гуситских войн в XV веке, и немецкими крестьянами в ходе Крестьянской войны в XVI веке. Било нередко усиливали — обивали металлом, снабжали шипами. В некоторых случаях его делали цельнометаллическим — в том числе в форме шара, так что иногда однозначно классифицировать подобное оружие как цеп или кистень проблематично. Для этого рассматривают размеры: масса груза и длина рукояти цепа больше, чем у кистеня, а длина подвеса — значительно меньше рукояти. Боевые цепы были простым оружием, техника боя которым была близка к технике работы дубиной, и при этом обладали мощным ударом, позволяющим эффективно использовать их против одоспешенных противников.

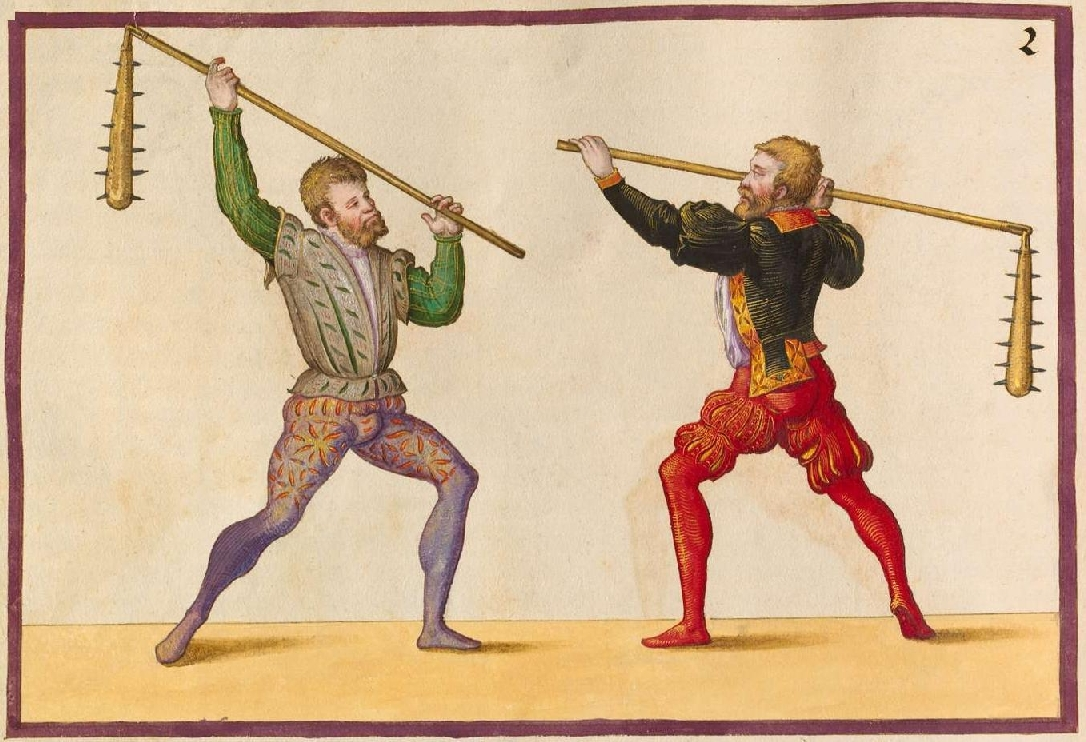
Гравюра из книги П. Гектора «Искусство атлетики». Сер. XVI в.

Одно из ранних изображений боевого цепа приведено в трактате 1459 года «Старинное вооружение и искусство борьбы» (нем. «Alte Armatur und Ringkunst») Ханса Тальхоффера. В трактате Паулуса «De arte athletica» 1540-х годов показана техника работы этим оружием. Ударные грузы цепов на этих иллюстрациях снабжены шипами.

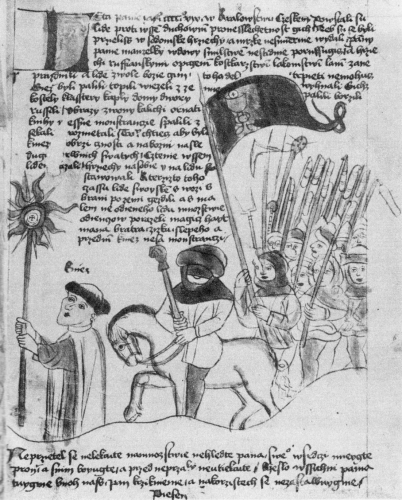
Ян Жижка во главе гуситов с кропачами, рисунок XV века
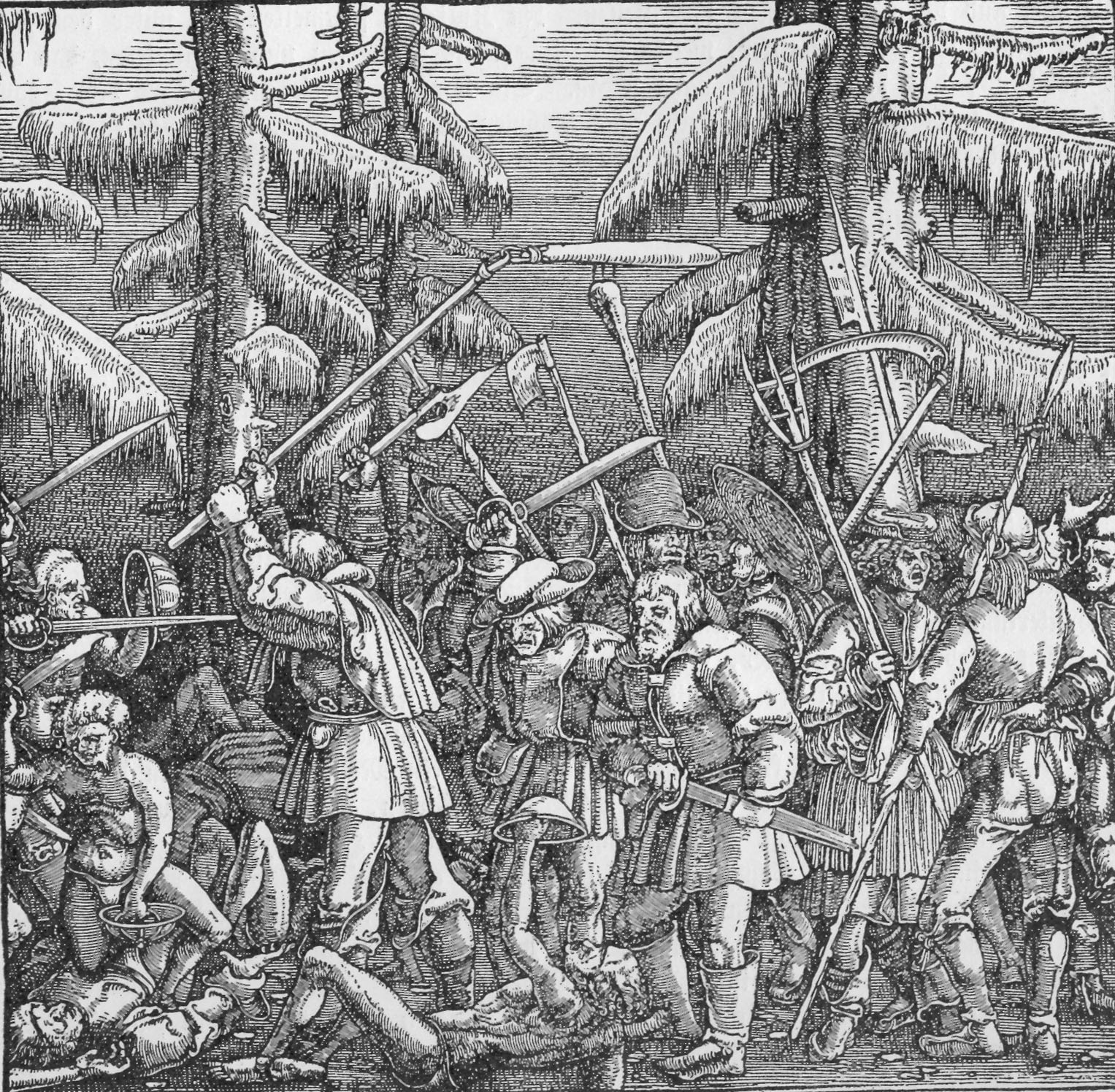
Немецкие крестьяне, гравюра XVI века
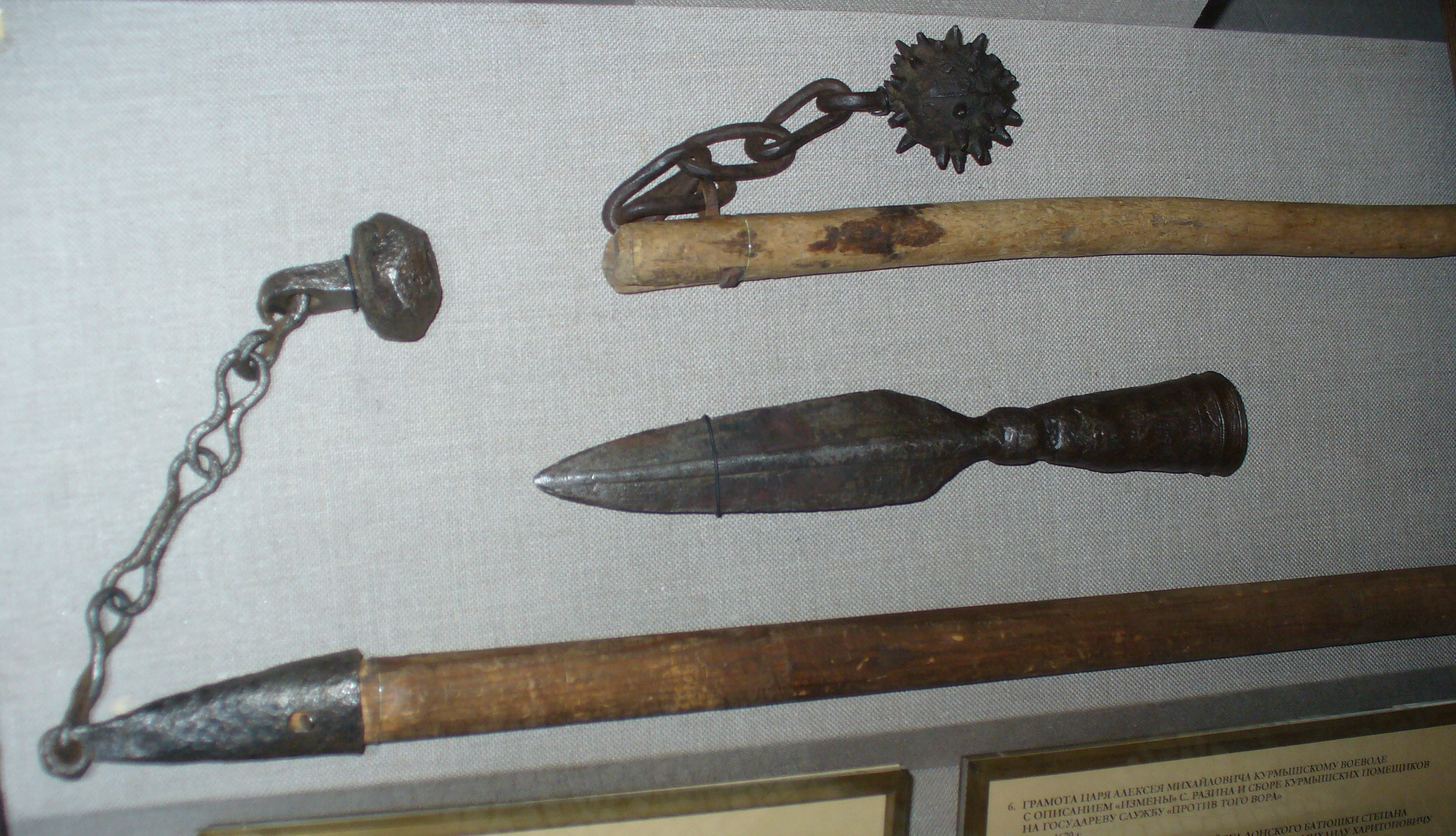
Русские боевые цепы XVII века и наконечник рогатины
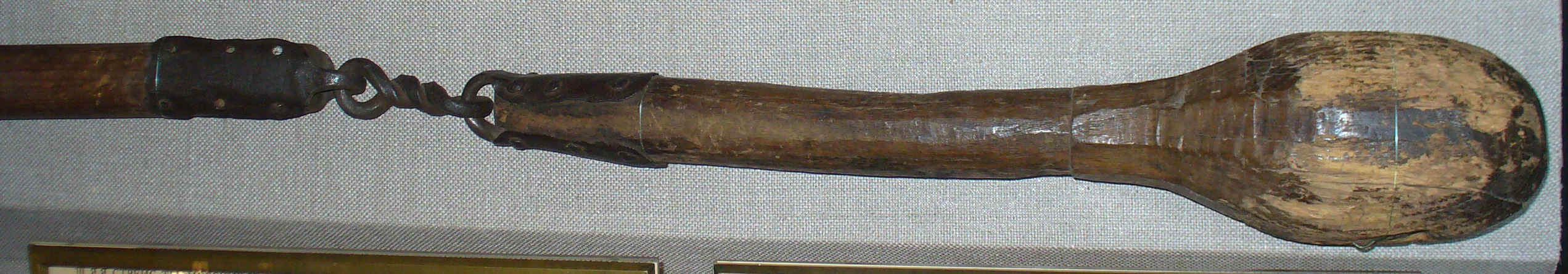
Русский боевой цеп XVII века

## Азия
В Китае, Японии и Корее боевые цепы были значительно разнообразнее, а техника работы ими — сложнее. Аналогичным европейским цепам по конструкции было китайское оружие шаоцзыгунь. Однако более распространены были цепы, в которых все палки выполняют одновременно функцию и боевой части, и рукояти. Наиболее известно японское оружие нунтяку — состоящее из двух равновеликих палок, и близкое к нему китайское оружие эрцзегунь. В Китае имел хождение цеп лянцзегунь, состоящий из двух палок, каждая из которых была длиной около метра. Существовали и трёхсекционные модификации — сан-сэцу-кон и саньцзегунь. Встречался даже четырёхсекционный цеп — ён-сэцу-кон, внутренние стержни которого были в полтора — два раза короче внешних. Техника работы подобным оружием включает не только нанесение ударов, но и разнообразные вращения и перехваты.
В Китае и Корее боевые цепы применялись не только пехотой, но и конницей, причём в Корее в XVI—XVII веках в этом качестве они имели значительное распространение. Это было связано с их дешевизной, относительной простотой использования и силой удара. Било корейских кавалерийских цепов в длину составляло 40—50 см и оковывалось железом. При работе ими можно было использовать как двуручный, так и одноручный хват. Кроме того, боевые цепы шалк-этме были распространены в казахской и киргизской коннице в Позднем средневековье и Новом времени.

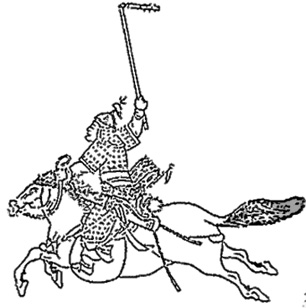
Корейский кавалерист с боевым цепом, XVI—XVII век
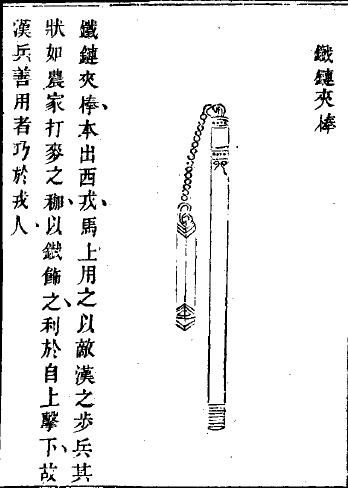
Боевой цеп, иллюстрация из китайского трактата Убэй чжи, XVII век
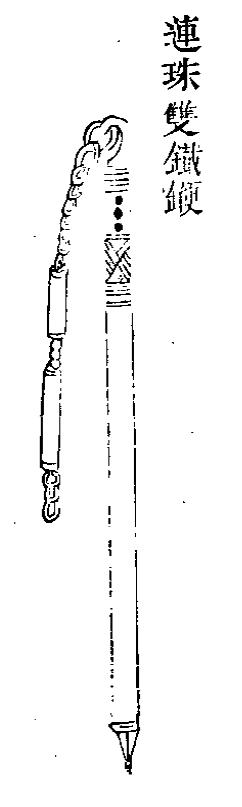
Китайский трёхсекционный цеп из трактата Убэй чжи, XVII век
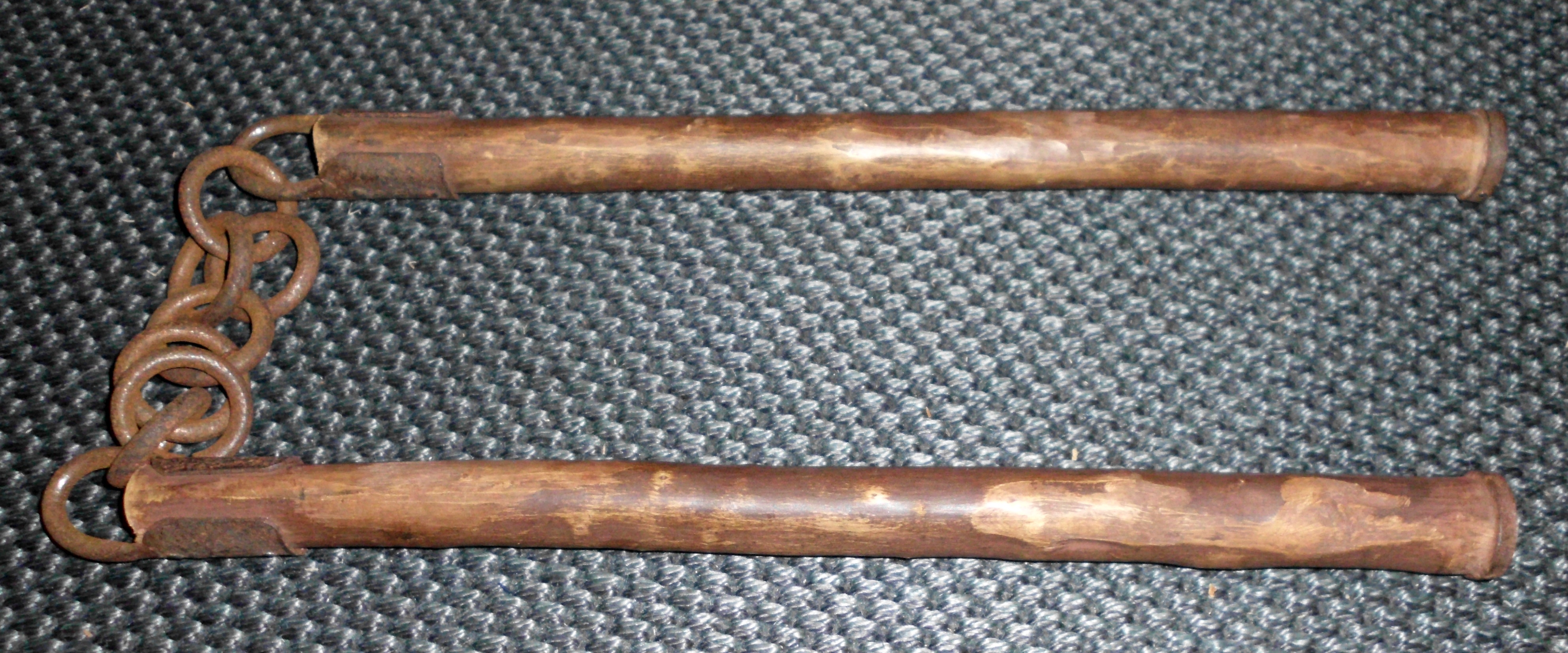
Нунчаки
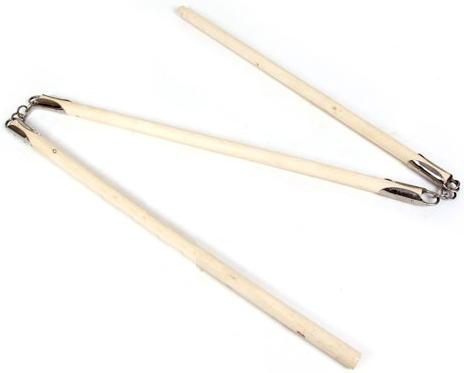
Современный трёхсекционный цеп

### Комментарии
1. ↑  В дореволюционной литературе термин «боевой бич» иногда использовался по отношению к боевым цепам[1], что, с точки зрения современного оружиеведения, некорректно, поскольку бич конструктивно схож с плетью или кнутом, но не с цепом[2].